# Primum non nocere
Primum (est) non nocere o μὴ βλάπτειν (en grec) és una locució llatina que es tradueix en català per «primerament, no noure». El verb «noure» (danyar, fer mal) és un derivatiu directe del llatí nocere, parent també amb l'adjectiu nociu. Es tracta d'una màxima aplicada originalment en el camp de la medicina i freqüentment atribuïda al metge grec Hipòcrates. En una formulació més moderna, aquest principi es diu no-maleficiència o prevenció quaternària.

## Aplicació
És un dels principis que un metge ha de considerar quan tria un remei o tractament i quan no està segur de l'eficacia o dubta d'efectes secundaris nocius. S'aplica entre altres per a intervencions o remeis, dels quals no és cert si són realment eficaços, però que són acceptables quan és cert que no són nocius. El que és el cas amb certs remeis populars: beure molta aigua per un mal de cap, dormir amb la finestra oberta per insomniacs, etc. També s'aplica per a eliminar tractaments dels quals hom no sap amb certitud si no nouen. Pràcticament, el principi recorda al metge o al farmacèutic que ell o ella sempre ha de considerar els eventuals danys que les seves accions puguin provocar i que sempre ha d'evitar d'actuar amb lleugeresa.
Quan no és possible «no fer mal» el metge ha de sospesar quins danys i efectes secundaris són acceptables en proporció amb el benefici. Avui, és de costum que el metge informa el pacient dels riscs. Xavier Bonfill, director dels Annals de Medicina escriu el 2010: «Cal remarcar també que no es tracta d'una estratègia exclusivament tècnica sinó que té un component ètic molt profund que enllaça també amb la cada vegada més important participació i involucrament dels pacients i ciutadans en els afers que afecten a la seva salut.» El pacient pot refusar un tractament, o ha de signar un document al qual confirma que ha sigut informat dels danys eventuals. La problemàtica del «no noure» esdevé aguda, davant la constatació que el 2012 la iatrogènia o les malalties causades per la intervenció medical o per les condicions de l'hospitalització són freqüents. L'Institut Català de la Salut preconitza: «La prevenció quaternària consisteix a protegir els pacients de les conseqüències de l'activitat innecessària, inadequada o excessiva del sistema sanitari. […] L'ús de neurolèptics en ancians, la medicalització del dol o el foment benintencionat de la dependència dels pacients en comptes de la seva autonomia són alguns exemples d'actuacions a evitar.»
S'ha de considerar que, quan s'aplica únicament un «remei no nociu» i que mentrestant un problema subjacent, inicialment curable, s'empitjora, l'aplicació del principi primum non nocere per persones que es presenten com experts, pot considerar-se com «no assistència a persona en perill». Això arriba sovint amb remeiers o experts autonomenats. De vegades la locució està utilitzada com argument en debats sanitaris per a justificar tractaments dels quals l'efecte positiu no és prou provat segons els mètodes científiques. S'utilitza per a justificar per exemple l'homeopatia: si el món científic no és d'acord sobre l'efecte terapèutic, n'hi ha més que accepten que les dissolucions homeopàtiques almenys «no fan mal».
L'expressió s'utilitza també per extensió fora de l'ambient medical per a tota acció humana que considera millorar o reparar una cosa i quan hom cerca d'evitar que la solució sigui pitjor que el problema.

## Origen
L'origen de la frase no és conegut amb certesa; en contra d'una estesa creença, no es troba en cap versió del Jurament Hipocràtic, si bé se li atribueix al mateix Hipòcrates. S'ha descrit com una paràfrasi llatina de Galè d'un aforisme hipocràtic (encara que en realitat Galè també escrivia les seves obres en grec, no en llatí). Encara que no s'ha trobat tal qual en els escrits de Galè, hi ha una frase aproximada al  Corpus Hipocràtic  en la forma «per ajudar, o almenys no fer mal,» provinent dels seus Epidèmies.
D'acord amb Gonzalo Herranz la locució hauria sigut presentada per primera vegada en el món mèdic de parla anglesa per Worthington Hooker al seu llibre de 1847 Physician and Patient (El metge i el pacient) que el l'hauria trobat prop del patòleg parisenc Auguste François Chomel (1788 - 1858) i professor de patologia mèdica, i preceptor de Pierre Louis. Aparentment, aquest principi feia part dels ensenyaments orals de Chomel. En un estudi del 2005 que es limita a l'esfera anglo-saxona sobre el recorregut de la màxima, es desenvolupa la tési que l'expressió llatina no fos d'origen antic però tingués el seu origen en l'obra de Thomas Sydenham (1624 - 1689). Va ser d'ús comú i està quotat tot arreu.
Sembla una saviesa medical tan evident que durant els segles va conèixer molts variants i traduccions de la qual la paternitat és poc certa.